# 恒力石化
恆力石化股份有限公司，簡稱恆力石化股份、恆力石化，以及恆力股份（英語：Hengli Petrochemical Co., Ltd.，上交所：600346）是由恆力集團有限公司於大連設立在中國內地和全球經營炼油、石化、聚酯新材料和纺织全产业链公司。

## 历史
2002年，恆力集團最早設立「江苏恒力化纤有限公司」，主要經營熔体直纺各類產品。
2007年，恆力石化的「恒力（宿迁）工业园」位於宿迁正式投產，涉資金額22億元人民幣（2.855億美元）。
2010年，恆力石化的「恒力石化（大连长兴岛）产业园」位於大连长兴岛臨港工業區（填海區）正式投產。
2011年，恆力石化的「恒力（南通）纺织新材料产业园」位於南通正式投產。
2016年，恆力石化以108億元人民幣（16.734億美元）通过借壳大橡塑上市，同年6月，變更為「恆力石化股份有限公司」，而主要股東變更為恆力集團有限公司，實際控制人為陳建華和范紅衛夫婦。
2021年6月，恆力石化擬合計投資逾242億元人民幣（37.413億美元）建設年產80萬噸功能性聚酯薄膜、功能性塑料項目。